# Exaeretopus tritici
Exaeretopus tritici är en insektsart som beskrevs av Williams 1977. Exaeretopus tritici ingår i släktet Exaeretopus och familjen skålsköldlöss.
Artens utbredningsområde är Irak. Inga underarter finns listade i Catalogue of Life.